# Aviation des forces terrestres de l'Armée populaire de libération
L'aviation des forces terrestres de l'Armée populaire de libération ((zh) 中国人民解放军陆军航空兵, pinyin: Lujun Hangkongbin, (en) PLA Army Air Corps, le nom donné sur les traductions officiels en français des livres blancs sur la défense chinoise étant troupes aériennes de l'armée de terre) créée en 1988 sont les forces de l'aviation légère militaire de l'armée de terre chinoise.

## Historique

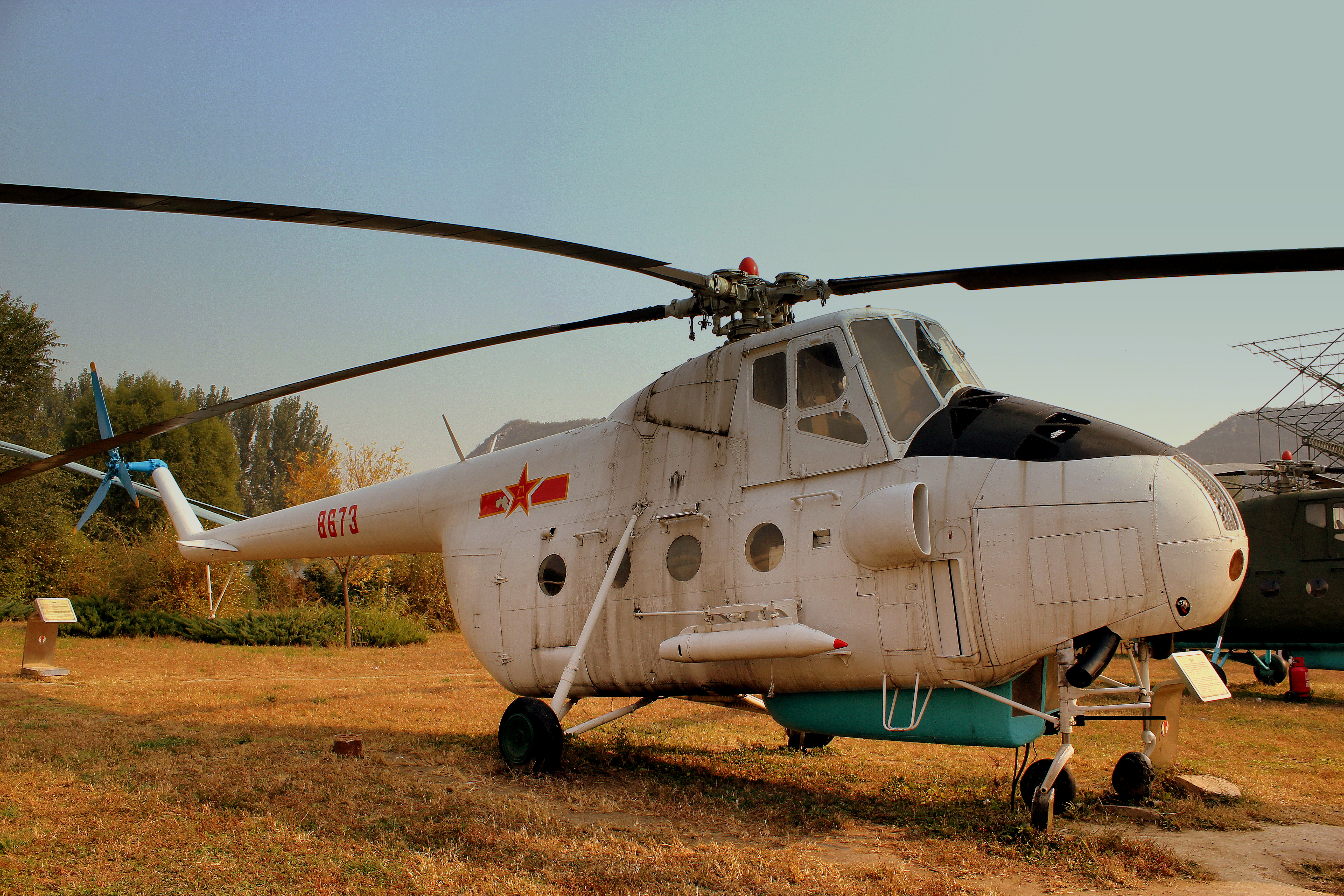
Un Z-5 de la force aérienne chinoise dans un musée.

L'origine de l'industrie hélicoptériste chinoise peut être retracée à la fin des années 1950, lorsque l'Union des républiques socialistes soviétiques accepte d'aider le Parti communiste chinois à construire des hélicoptères à des fins civiles et militaires. Le premier hélicoptère national construit par l'industrie de l'armement de la république populaire de Chine est le Zhishengji-5 (Harbin Z-5 (en)) qui est un Mil Mi-4 construit sous licence par Harbin Aircraft Factory (actuellement Harbin Aircraft Manufacturing Corporation) avec quelques modifications dont le premier vol a lieu en décembre 1958. À la suite de graves problèmes de qualité, il n'entre en service qu'en 1963 et un total de 545 exemplaires est produit jusqu'en 1979 pour l'armée et le marché civil. Il formera l'ossature du relativement petit parc d'hélicoptères militaires jusqu'au années 1980.

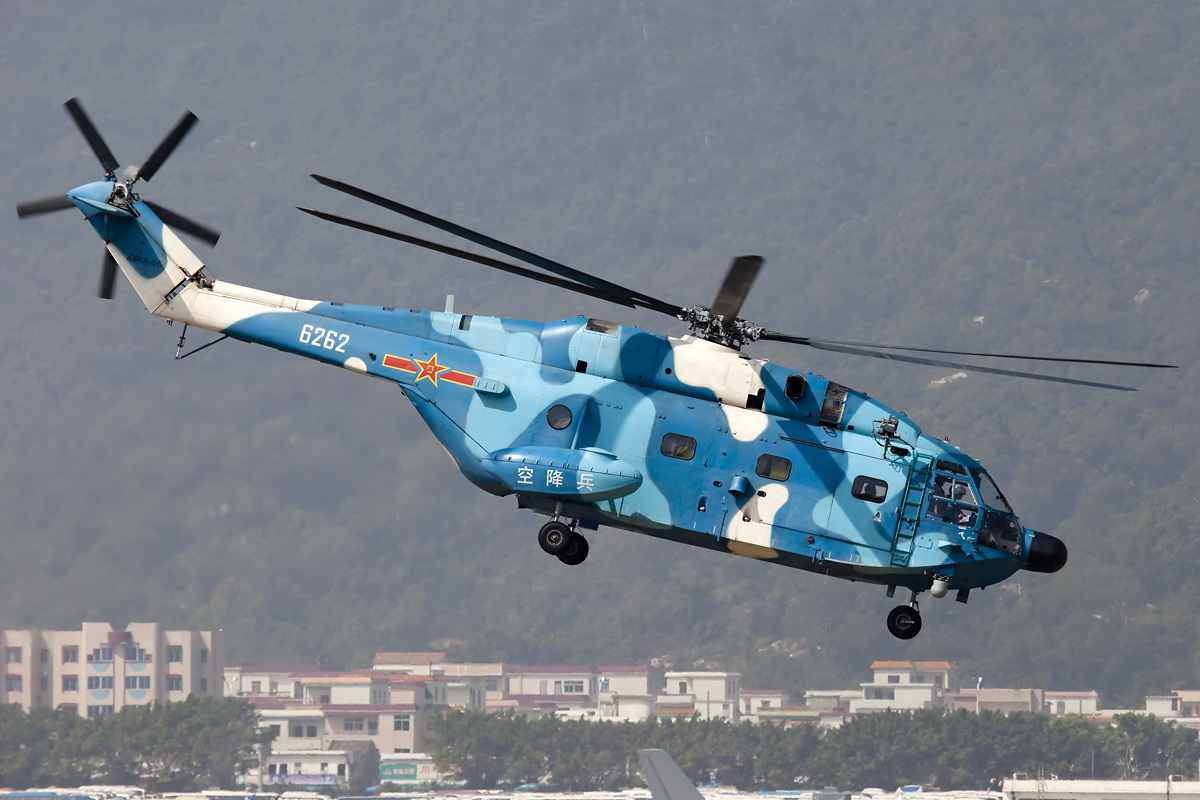
Un Z-8KA de la force aérienne en 2012.

À la suite de la rupture sino-soviétique, l'industrie aéronautique chinoise tente de développer un hélicoptère moyen similaire au Mil Mi-8 soviétique à partir de 1966 mais le programme Z-6 développé à partir de 1966, repris par la nouvellement créée Changhe Aircraft Industries Corporation en 1970, fut un cuisant échec, et la production qui s'arrêta en 1977 ne dépassa pas 15 exemplaires.

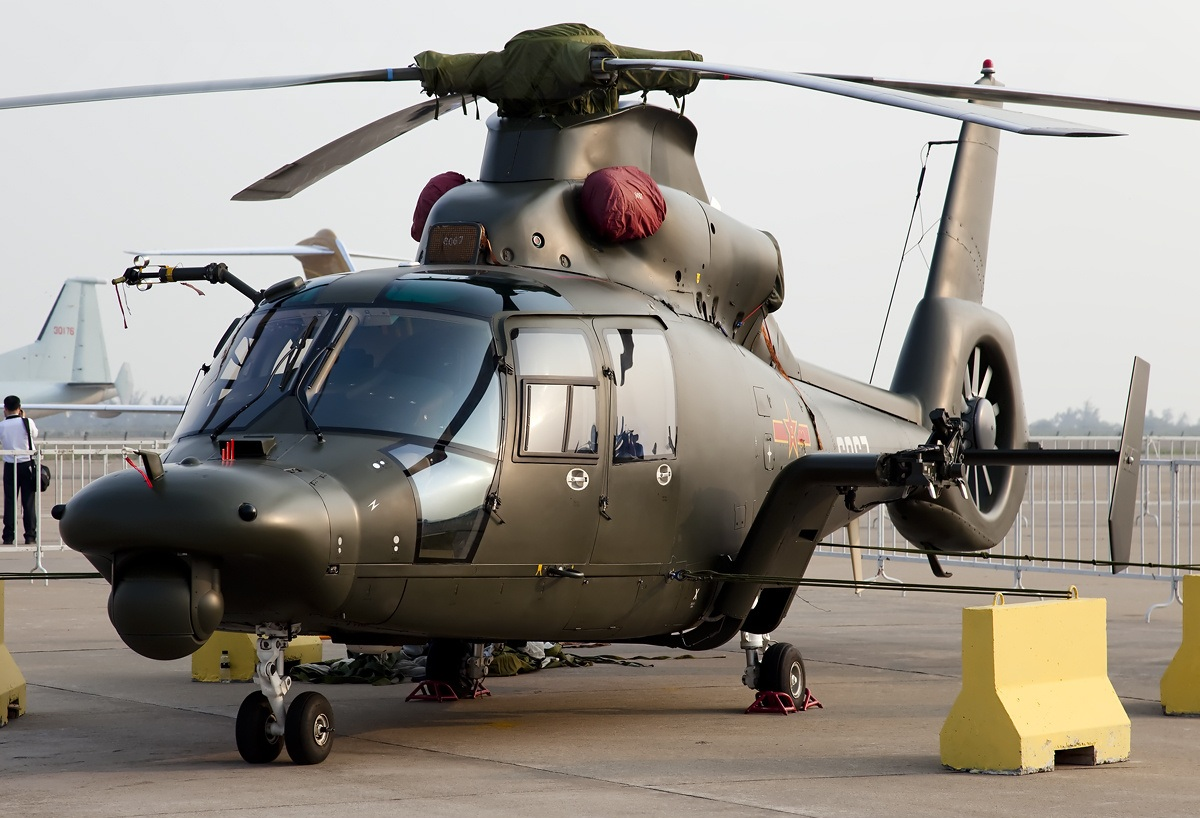
Un Harbin Z-9WA en 2012.

Pour permettre à l'armée populaire de libération de disposer d'hélicoptères modernes, et tirant profit de l'ouverture du pays au monde occidental à la suite de la visite de Richard Nixon en Chine en 1972 et des bonnes relations entre la Chine et la France, les dirigeants chinois décident de faire appel à la technologie occidentale, plus particulièrement française et américaine. Dans les années 1970, la Société nationale industrielle aérospatiale vend plusieurs SA-321J Super-Frelon, produits ensuite localement à partir de 1985 sous le nom Z-8, des Alouette III et des Gazelle. Le 2 juillet 1980, la république populaire de Chine signe un accord avec Aérospatiale qui lui octroie une licence de production pour l'Aérospatiale AS-365N Dauphin 2, rebaptisé pour la circonstance Harbin Z-9.
La formation d'une aviation légère a été approuvée en 1986 et elle a été créée en janvier 1988 sous le nom de Corps d'Aviation de l'Armée pour réaliser l'appui des troupes au sol avec le transfert d'hélicoptères de transport appartenant à la force aérienne. En tant que régiment unique, la première véritable brigade de l’aviation de l’armée a été créée en 2009 et compte désormais une douzaine d’unités de première ligne opérant avec des centaines d’hélicoptères différents. Dans sa forme actuelle, elle s'est imposée comme une force majeure de soutien des forces terrestres de la PLA.
Le millième hélicoptère destiné a l'armée de terre chinoise est réceptionné le 6 août 2016.
En avril 2017, et parallèlement aux deux autres armes aériennes de la Chine, l’aviation militaire entame une profonde réorganisation. Les anciens groupes d'armées chinois sont restructurées et les unités aéronautiques subissent de profonds changements. Cette tendance inclut non seulement l’introduction d’un plus grand nombre d’hélicoptères plus modernes, mais également la création de brigades de l’aviation numérotées. En conséquence, alors que les forces terrestres chinoises sont généralement confrontées à une réduction des effectifs, les brigades de l’aviation militaire terrestre connaîtront probablement une expansion, non seulement en taille, mais aussi en importance opérationnelle.
En septembre 2020, les 10 premières pilotes femmes d'hélicoptère de l'armée de terre chinoise ont commencé leurs vols d'entraînement individuels. La fin de la formation est prévue en 2021.

## Organisation

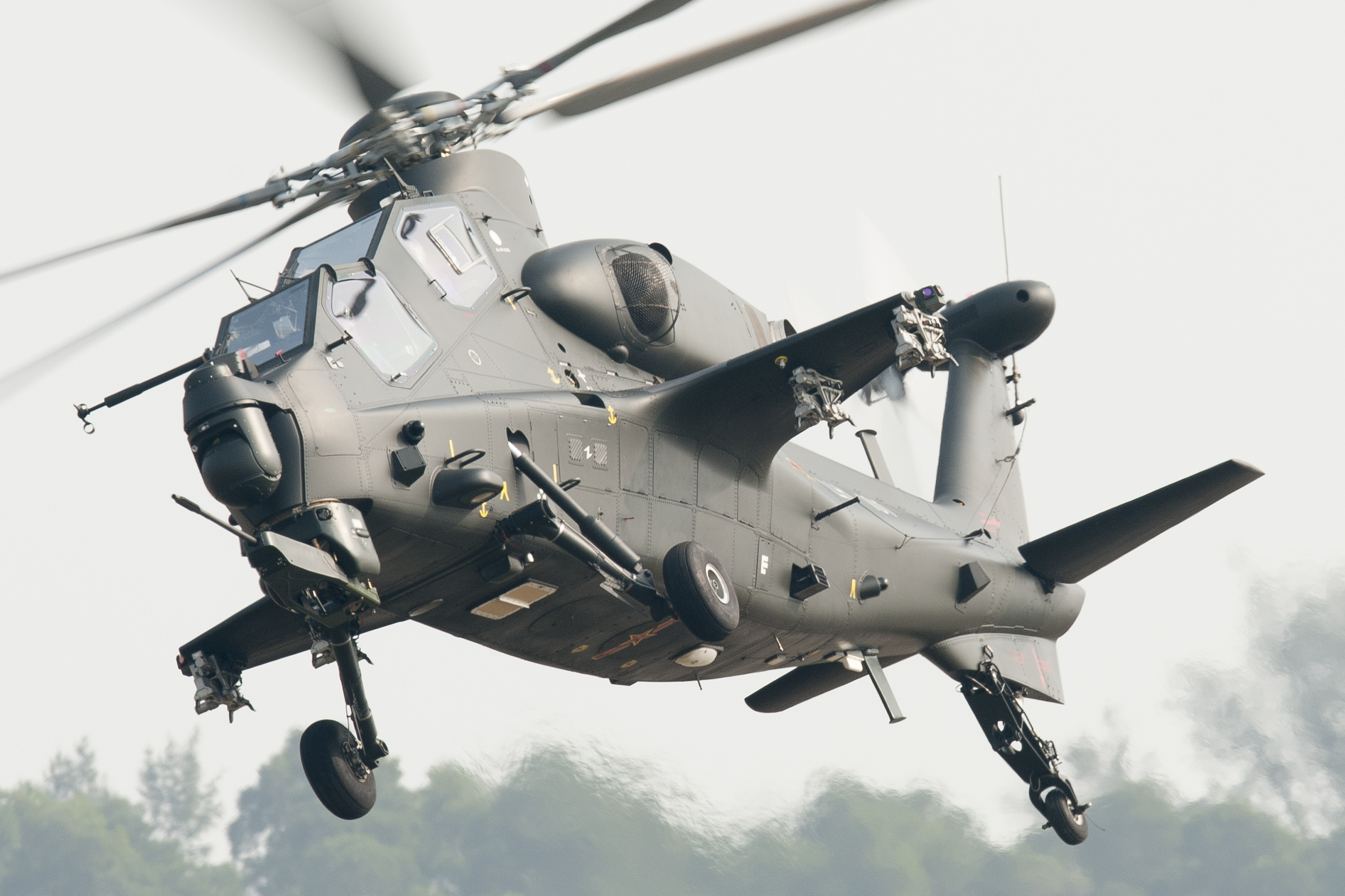
Un hélicoptère d'attaque CAIC WZ-10, le premier véritable engin de cette catégorie en service en Chine.

Elles appliquent un système de gestion à trois échelons : le quartier général (région militaire), le théâtre d'opération et les troupes combattantes de première ligne.
Équipées d'hélicoptères de combat, d'hélicoptères et d’avions de transport et d'hélicoptères ravitailleurs, elles ont pour missions les assauts aériens par le feu, les combats après l'atterrissage de l'aéronef, le transport aérien des troupes terrestres et du matériel militaire, et l'appui logistique au combat.
L'ordre de bataille des troupes aériennes donne lieu à plusieurs conjectures.
Elles disposent, selon la revue française Défense et Sécurité internationale, en 2011, d'une brigade d'aviation, et de onze régiments dont deux d'entrainement.
En mars 2013, des sources chinoises font état de dix brigades ou régiments dont cinq disposent à cette date d'un escadron d'hélicoptères de combat WZ-10 à douze appareils. Le WZ-10, entré en service en 2010, pouvant à court terme équiper chacune des brigades. Peu à peu, tous les régiments sont maintenant transformées en brigades multirôles. Ces unités disposent d'au moins 60 appareils.

### Unités en 2013
Voici l'ordre de bataille début 2013 selon le site spécialisé néerlandais Scramble, depuis 2016, à la suite de la réorganisation de l’armée de terre en corps d'armée plus réduits, celui-ci est obsolète ; quatre unités spéciales d'aviation indiquées par Jane's' ne sont plus en activité :
| Unité                              | Formation | Base | Immatriculation des appareils | Type d'appareils                                           |
| ---------------------------------- | --- | --- | ----------------------------- | ---------------------------------------------------------- |
| 1er régiment d'aviation de l’armée | 54e groupe d'armée région militaire de Jinan                                                                 | Xinxiang (35° 17′ 37″ N, 113° 50′ 19″ E) | LH91xxx                       | Mi-17 Mi-17V-5 Mi-171E Z9W Z9WA                            |
| 2e brigade d'aviation de l’armée   | 32e groupe d'armée région militaire de Chengdu                                                               | Chengdu/Feng Huang Shan (30° 43′ 49″ N, 104° 05′ 34″ E) Chengdu/Taipingsi (30° 36′ 06″ N, 104° 00′ 51″ E) Lhasa (29° 39′ 41″ N, 91° 03′ 51″ E) | LH92xxx                       | Mi-171 Mi-171E Mi-171 Salon Mi-17V-7 S-70C-2 Z9WA Z-19     |
| 3e brigade d'aviation de l'armée   | région militaire provinciale (ou zone de garnison/district militaire) de Xinjing région militaire de Lanzhou | Wujiaqu (44° 06′ 46″ N, 87° 27′ 41″ E) | LH93xxx                       | Mi-8 Mi-171 Mi-17-1V Mi-17V-5 Mi-17V-7 Z9WA                |
| 4e régiment d'aviation de l’armée  | 65e groupe d'armée région militaire de Pékin                                                                 | Tongxian (39° 48′ 39″ N, 116° 42′ 26″ E) | LH94xxx                       | Y-7 Y-8 Mi-171 Mi-171E Mi-171 Salon Mi-17V-5 Z9WA Z10A Z19 |
| 5e brigade d'aviation de l'armée   | 1er groupe d'armée région militaire de Nanjing                                                               | Nanjing (31° 58′ 19″ N, 118° 50′ 29″ E) | LH95xxx                       | Z8B Mi-171 Z9A Z9W Z9WA Z10                                |
| 6e brigade d'aviation de l’armée   | 42e groupe d'armée région militaire de Guangzhou                                                             | Sanshui/Daliao (23° 19′ 02″ N, 112° 57′ 54″ E)                                                                                                 | LH96xxx                       | Mi-171 Z8 Z9W Z9WA Z10A                                    |
| 7e régiment d'aviation de l’armée  | 26e groupe d'armée région militaire de Jinan                                                                 | Liaocheng (36° 26′ 58″ N, 116° 05′ 44″ E) | LH97cxx                       | Mi-17V-5 Z8A Z9W Z9WA                                      |
| 8e brigade d'aviation de l’armée   | 38e groupe d'armée région militaire de Pékin                                                                 | Baoding (38° 50′ 04″ N, 115° 31′ 13″ E) | LH98xxx                       | Mi-171 Mi-171E Z9 Z9W Z9WA Z9(EW) Z10A Z19                 |
| 9e brigade d'aviation de l'armée   | 39e groupe d'armée région militaire de Shenyang                                                              | Liaoyang (41° 16′ 41″ N, 123° 04′ 44″ E) | LH99xxx                       | Mi-171 Mi-171E Z8B Z9W Z9WA Z10A Z19                       |
| 10e régiment d'aviation de l’armée | 31e groupe d'armée région militaire de Nanjing                                                               | Luocheng/Huian (25° 01′ 35″ N, 118° 48′ 29″ E)                                                                                                 | LH910xxx                      | Mi-171E Z9G                                                |
| Académie de l’aviation de l’armée  | | Tongzhou (39° 50′ 18″ N, 116° 38′ 47″ E) |                               | Alouette III Mi-8 Z9                                       |
| 1er régiment                       | base d’entrainement au vol de l'aviation de l'armée (陆航飞行训练基地)                                       | Yibin (28° 48′ 02″ N, 104° 32′ 42″ E) | LH90xxx                       | Z9 Mi-8                                                    |
| 2e régiment                        | base d’entrainement au vol de l'aviation de l'armée                                                          | Houma (35° 39′ 51″ N, 111° 24′ 28″ E) | LH904xx                       | Z11                                                        |
| 3e régiment                        | base d’entrainement au vol de l'aviation de l'armée                                                          | Linfen (36° 02′ 32″ N, 111° 29′ 32″ E) | LH904xx LH908xx               | Z11 HC120                                                  |
| 4e régiment                        | base d’entrainement au vol de l'aviation de l'armée                                                          | Houma (35° 39′ 51″ N, 111° 24′ 28″ E) Wenshui (37° 24′ 29″ N, 111° 58′ 00″ E)                                                                  | LH904xx LH908xx               | Z11 HC120                                                  |

## Équipements en 2012
Ceci n'est qu'une estimation compilée depuis plusieurs sites et revues privés. La république populaire de Chine étant discrète sur ses capacités militaires, il n'y a guère de chiffres officiels. Les diverses estimations confondent souvent les hélicoptères de l'armée de terre avec ceux de la force aérienne chinoise.
Selon le dossier World Air Forces 2013 publié par Fligh International, l'ensemble des forces chinoises dispose en 2012 de 708 hélicoptères de combat et de manœuvre (ne sont pas compris les appareils d'entrainement) contre 496 en 2009. Le Jane's Information Group estime, dans un dossier de novembre 2012, à environ 400 le nombre d'hélicoptères rattachés à cette arme, chiffre datant apparemment de plusieurs années.
| Aéronefs                    | Photo                 | Origine               | Type                        | Nombre en service,    | Notes |                       |                       |                       |                       |
| Hélicoptère d'attaque       | Hélicoptère d'attaque | Hélicoptère d'attaque | Hélicoptère d'attaque       | Hélicoptère d'attaque | Hélicoptère d'attaque | Hélicoptère d'attaque | Hélicoptère d'attaque | Hélicoptère d'attaque | Hélicoptère d'attaque |
| --------------------------- | --------------------- | --------------------- | --------------------------- | --------------------- | --- | --------------------- | --------------------- | --------------------- | --------------------- |
| Harbin WZ-19                |                       | Chine                 | Hélicoptère d'attaque léger | nc                    | Hélicoptère apparu en 2011, nommé également Z-9W, proposé à l’export sous l’appellation WZ-19. Version d'attaque du Z-9, production locale du Eurocopter AS365 Dauphin. Apparue avec le marquage de la 8e brigade d'aviation de l’armée en avril 2012. |                       |                       |                       |                       |
| CAIC WZ-10                  |                       | Chine                 | Hélicoptère d'attaque       | 48                    | Entré en service en 2010. 5 escadrons de 12 appareils en mars 2013, un nouvel escadron mis sur pied tous les 3,5 mois à cette date. Un escadron pour chacune des 10 brigades envisagées soit 120 appareils. |                       |                       |                       |                       |
| Harbin WZ-9                 |                       | Chine                 | Hélicoptère d'attaque       | 30-40                 | |                       |                       |                       |                       |
| Changhe Z-11W               |                       | Chine                 | Hélicoptère d'attaque       | 40                    | Reconnaissance, attaque au sol, évacuation médicale |                       |                       |                       |                       |
| Hélicoptère de transport    |                       |                       |                             |                       | |                       |                       |                       |                       |
| Mil Mi-8/17/171/172         |                       | Union soviétique      | Hélicoptère de transport    | 330                   | La Chine a acheté une petite quantité d'hélicoptères Mi-8 en 1970, malgré des relations tendues avec l'Union soviétique. En 1990, la Chine a importé environ 250 hélicoptères Mi-17 et les a déployés dans diverses unités de l'APL. Elle continue dans acheter en petit nombre dans les années 2010. Il est rapporté que les Mi-17 n'ont pas été importés avec tous les équipements militaires, des accessoires essentiels ont été installés en Chine après la livraison, telles que des lance-roquettes et des pylônes. |                       |                       |                       |                       |
| Aérospatiale SA 342 Gazelle |                       | France                | Hélicoptère de liaison      | 8                     | Utilisé par le 4e régiment d'aviation dans la région militaire de Pékin. Il a été utilisé comme hélicoptère antichar dans un seul régiment. |                       |                       |                       |                       |
| Changhe Z-11                |                       | Chine                 | Hélicoptère utilitaire      | 60                    | |                       |                       |                       |                       |
| Changhe Z-8                 |                       | Chine                 | Hélicoptère de transport    | 40                    | |                       |                       |                       |                       |
| Harbin Z-9                  |                       | Chine                 | Hélicoptère de transport    | 210                   | Production sous licence de l'Eurocopter AS365 Dauphin |                       |                       |                       |                       |
| Eurocopter AS532 Cougar     |                       | France                | Hélicoptère de transport    | 6                     | Selon plusieurs sources appartiennent à la force aérienne chinoise. |                       |                       |                       |                       |
| Sikorsky S-70 C             |                       | États-Unis            | Hélicoptère utilitaire      | 16                    | 24 livrés en 1987. Au moins trois détruits en 2007. Malgré l'embargo occidental sur les armes décidé en 1989, ils sont opérationnels dans les années 2000. Utilisé par le 3e régiment d'aviation de Lhassa. |                       |                       |                       |                       |
| Avion de transport          |                       |                       |                             |                       | |                       |                       |                       |                       |
| Yunshuji Y-7                |                       | Chine                 | Avion de transport          | Quelques dizaines     | Copie de l'Antonov An-24 |                       |                       |                       |                       |
| Shaanxi Y-8                 |                       | Chine                 | Avion de transport          | nc                    | Copie de l'Antonov An-12 |                       |                       |                       |                       |

## Immatriculation des appareils
Exemple avec un hélicoptère de combat CAIC WZ-10 ayant l’immatriculation LH95108. Celle-ci doit être lue : LH - 9-5-1-08 :
- LH pour 陆航 (Lu Jun Hang Kongbin), le diminutif de 中国人民解放军陆军航空兵
- 9 est une référence fixe, tous les aéronefs de l'armée de terre le portent
- 5 désigne le régiment auquel appartient l'appareil, ici le régiment no 5 de la région militaire de Nankin
- 1 désigne le type d'appareil - 1 peut désigner soit Z-11 ou Z-10
- 08 signifie le 8e appareil de ce type dans le régiment.